# 183 pr. n. št.

## Smrti
- Publij Kornelij Scipion Afriški, rimski vojskovodja